# Popis hrvatskih veleposlanika u Izraelu
Republika Hrvatska i Država Izrael održavaju diplomatske odnose od 4. rujna 1997. Sjedište veleposlanstva je u Tel Avivu.

## Veleposlanici
Veleposlanstvo Republike Hrvatske u Državi Izrael osnovano je odlukom predsjednika Republike od 19. rujna 1997.
| Veleposlanik       | Postavljenje        | Opoziv             | Sjedište |
| ------------------ | ------------------- | ------------------ | -------- |
| Svjetlan Berković  | 24. listopada 1997. | 15. prosinca 2002. | Tel Aviv |
| Ivan del Vechio    | 12. svibnja 2003.   | 7. studenoga 2008. | Tel Aviv |
| Marica Matković    | 8. studenoga 2008.  | 1. veljače 2012.   | Tel Aviv |
| Pjer Šimunović     | 1. kolovoza 2012.   | 24. ožujka 2016.   | Tel Aviv |
| Vesela Mrđen Korać | 1. rujna 2018.      |                    | Tel Aviv |

## Vanjske poveznice
- Izrael na stranici MVEP-a